# Галаксидион
Галакси́дион (греч. Γαλαξίδιον ή Γαλαξείδι, ή Γαλαξίδι) — приморский малый город в Греции, известный своими морскими традициями и историей. Расположен на высоте 10 метров над уровнем моря, на северном побережье Коринфского залива, у подножия Гьоны, в 17 километрах к югу от Амфисы и в 125 километрах к северо-западу от Афин. Входит в общину (дим) Дельфы в периферийной единице Фокиде в периферии Центральной Греции. Население 2011 жителей по переписи 2011 года.
Через город проходит национальная дорога 48, часть европейского маршрута E65.

## Общие сведения
Город имеет статус «традиционного поселения» с 1978 года. Принадлежит к городам, сохранившим без изменений свой колорит. Свидетелями былого расцвета являются его особняки, иконостас кафедрального собора, морской музей, придающие городу особую атмосферу и содержат информацию о его истории и блестящей торговой деятельности его жителей в течение более чем двух веков. В 1790 году это был один из самых посещаемых греческих портов, морскими воротами Центральной Греции в её торговых сношениях с Пелопоннесом и пунктом складирования и транзита грузов.
В период парусного флота город был известен своим большим флотом, богатством и морскими навыками его жителей. Парусники построенные в Галаксиди выполняли торговые перевозки по всему Средиземному морю и судовладельцы города вели дела с передовыми взглядами и практикой, такими как морская диспаша. Напротив Галаксиди расположен островок Апсифия, с маяком построенным в 1887 году и, немного далее, остров Айос-Еорьос с церквушками Святого Георгия и Святого Андрея. Недалеко от города расположены Итея, Дельфы, административный центр периферийной единицы Амфиса.

## Название
Название «Галаксиди» (Γαλαξείδι) появилось впервые между VI и X веками нашей эры. Есть много предположений относительно происхождения названия. Лингвистические исследования сходятся в мнении, что топоним происходит от средневекового фитонима «галацида» (γαλατσίδα), к которому относятся ряд видов из рода Молочай и который ведёт к форме «галактис» (γαλακτίς, -ίδος).
Путешественник Эдвард Додвелл, используя свою собственную этимологию, утверждал, что название происходило от греч. γάλα «молоко» и οξώδης «кислое». Морфологически также неверно, что имя происходит от слов γάλα и ιξός (клейкая молочнообразная живица, выделяющаяся при порезе хвойных деревьев). Распространено также мнение, что топоним происходит от семьи Галаксидис (Γαλαξείδης), которая владела большими площадями в регионе и глава которой был византийским наместником этой маленькой фемы. Однако в действительности фамилия Галаксидис происходит от топонима Галаксиди.

## Античный период
В древности (VIII век до н. э.) Локрида Озольская населялась племенем локров, которое называлось озолы (Οζολούς). Галаксидион построен вблизи древнего города Эантия (др.-греч. Οἰάνθεια), который находился к юго-востоку от Толофон в бухте Итея (Криссис) (греч. Κρισσαίον) на месте древнего портового города Халея (др.-греч. Χάλαιον).
Халей был одним из важнейших городов озолов, если судить по тому, что здесь находилось святилище Аполлона. Жители занимались в основном мореплаванием и торговлей. Археологи нашли в регионе и микенское поселение и надписи. Сохранились остатки стен. В Британском музее есть две медные надписи V века до н. э., найденные в 1848 году, где пишется о мирном договоре между Эантией и Халеем. Здесь же находятся ещё 97 находок из Халея.

## Византийская эпоха
В VIII веке, после большого временного разрыва, на этом месте вновь появилось поселение. На этот раз под названием Галаксиди. До X века Галаксиди в значительной мере развил свой флот. Но развитие города не было продолжительным, поскольку, как писал иеромонах Эфтимий в своей «Хронике Галаксиди», «дикие люди и враги христианства, именуемые болгарами» дважды совершили налёт и разрушили город в 981 и 996 гг. Население города пострадало также от эпидемии 1054 года. В 1064 году в результате налёта тюркского племени узов население покинуло город на два года. В 1147 году Галаксиди был разграблен ещё раз и население окончательно покинуло город. В XII веке Галаксиди контролировался Эпирским деспотатом. В эту эпоху много знати из известных родов, таких как Логофетис, Кавасилас, Катзулис и Бесирис (Λογοθέτη, Καβάσιλα, Κατζούλη, Μπεσίρη) покинули Константинополь и обосновались в Галаксиди.
Этот период знаменуется быстрым развитием морского дела. Галаксидиоты при поддержке правителя Феодора и Михаила II Дуки развили торговые связи с другими областями византийской империи. Но и это морское развитие прервалось со смертью покровителя города Иоанна Палеолога. При Андронике Палеологе Галаксиди находится под контролем Афин. Византийский период заканчивается для города в 1446 году, когда Галаксиди и Амфиса переходят под османский контроль.

## Османский период
Османский период начинается в 1446 году. В 1494 году резиденция местного бея была переведена из Амфисы в Галаксиди, но в 1502 году была вновь переведена в Амфису. В 1655 году в Коринфском заливе и в заливе Патраикосе пиратствовал Дураджи-бей, но галаксидиотам удалось разбить его в морском сражении. Дураджи-бей поклялся отомстить. На Пасху того же года, Дураджи-бей внезапным налётом овладел городом, жители покинули Галаксиди и укрылись в окрестных горах. Галаксидиоты вернулись в город только в 1669 году, после смерти Дураджи-бея.
Рост флота галаксидиотов начался в период 1720—1730 гг. Толчком для этого послужил Пожаревацкий мир (1718), согласно которому турки обязались допустить свободу мореплавания в Ионическом море и Коринфском заливе.

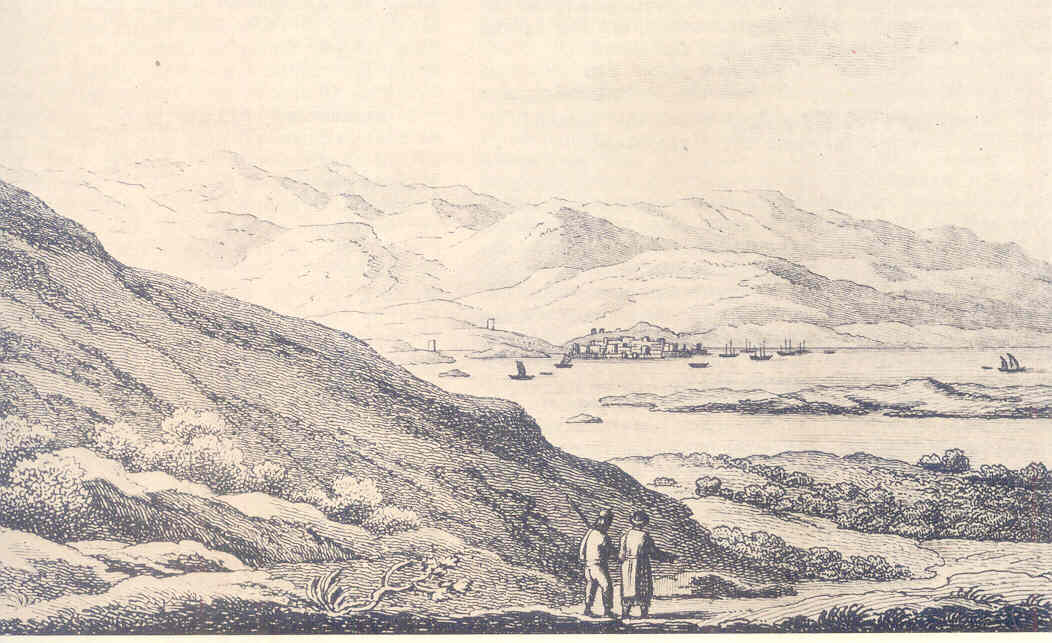
Галаксиди — гравюра из библиотеки Геннадиоса

Кючук-Кайнарджийский мирный договор 1774 года стал следующим важным этапом для развития флота Галаксиди, поскольку его корабли получили возможность поднять русский флаг, избегая тем самым произвола турецких властей. Большую роль в развитии флота Галаксиди и позднее в Освободительной войне 1821—1829 гг. сыграл Иоаннис Пападиамантопулос (старший), который сконцентрировал в своих руках торговые перевозки Пелопоннеса и всей Западной Греции. Чтобы не зависеть от постройки судов в Месолонгионе, он начал строительство кораблей в Галаксиди. В 1803 году флот Галаксиди насчитывал 50 кораблей. Основными портами захода в морской географии Галаксиди были Марсель, Константинополь и порты Испании и Италии.

## Греческая революция1821 года
Как писал Франсуа Пуквиль к 1813 году Галаксиди располагал флотом в 50 кораблей, с экипажами в 1100 моряков. Это делало Галаксиди первым морским центром континентальной Греции и ставило его в один ряд с оплотами греческого флота, островами Идра, Спеце, Псара и Касос.
С началом революции, Одиссей Андруцос обратился с своим известным письмом-возванием к жителям Галаксиди.
Первая сходка перед началом восстания состоялась в Галаксиди в начале марта 1821 года после инициативы Иоанниса Пападиамантопулоса. В ней приняли участие Исаия (Салонский), Андруцос Одиссей, Панургиас, Яннис Гурас и старейшины региона. 26 марта отряд в 300 повстанцев пошёл на Амфису. Следует отметить, что Галаксиди был первым городом Центральной Греции, поднявшим знамя восстания. Судовладельцы и коммерсанты предложили революции свои корабли, многие галаксидиоты принял участие в сухопутных сражениях, таких как битва при Гравии. Одновременно галаксидиоты издали первую рукописную газету, которая могла бы стать и первой газетой революции, но получив славу лже-газеты, в силу своих преувеличений, прекратила своё существование.

## Разрушения Галаксидиона
В ходе Освободительной войны 1821—1829 гг. Галаксиди трижды подвергся разрушению.
Первое разрушение Галаксидиона
8 сентября 1821 года египетско-алжирская эскадра под командованием египтянина Измаил Гибралтара, состоящая из 30 бригов и 2 фрегатов, вошла в Коринфский залив. 22 сентября эскадра, ведомая английским кораблём, подошла к Галаксиди. 360 мужчин и 18 женщин Галаксиди, которым на помощь пришли 200 бойцов Панургиаса, упорно оборонялись в течение дня. Но ночью Панургиас и его горцы, которым до того не приходилось противостоять корабельной артиллерии, отошли. Жители Галаксиди, видя образовавшуюся брешь и малое число оставшихся защитников, покинули город в панике, не уничтожив даже свои корабли. Утром 23 сентября турки вошли в город и разрушили его. В гавани находилось 90 парусников разного типа и размеров, из которых 13 были вооружёнными. Лишь капитан Дросос Вламис, оставшийся сражаться на своём корабле, был взят в плен тяжело раненным и позже был казнён в Константинополе.
Согласно греческим историкам, у Галаксиди не было возможности спастись, поскольку город стал жертвой первых политических раздоров и не был поддержан извне. Разрушение Галаксиди на раннем этапе войны стало серьёзным ударом по революции и не оправдало надежд на роль его флота в ходе последующих 9 лет войны. Это объясняет и факт демонстрации трофейных кораблей из Галаксиди в Константинополе, 12 ноября 1821 года, в ходе которой султан наградил командующих османских флотов.
Второе и третье разрушение Галаксидиона
В мае 1825 года Кютахья Решид Мехмед-паша, чтобы обезопасить свой тыл при осаде Месолонгиона атаковал Галаксиди и вновь разрушил его. Масштабы этого разрушения были меньшими, поскольку город ещё не оправился от первого разрушения и, главное — немногочисленные корабли Галаксиди не находились в гавани. Значительно более тяжёлым было разрушение города египтянами Ибрагима в ноябре того же года. Ибрагиму удалось захватить корабли и сотни женщин и детей, которые были отправлены в рабство в Египет. После третьего разрушения, выжившие жители оставили город до конца войны и поселились на острове Идра в городах Коринф, Лутраки и др. С окончанием войны правительству удалось выкупить немногих жителей из египетского рабства.

## Новейшие годы

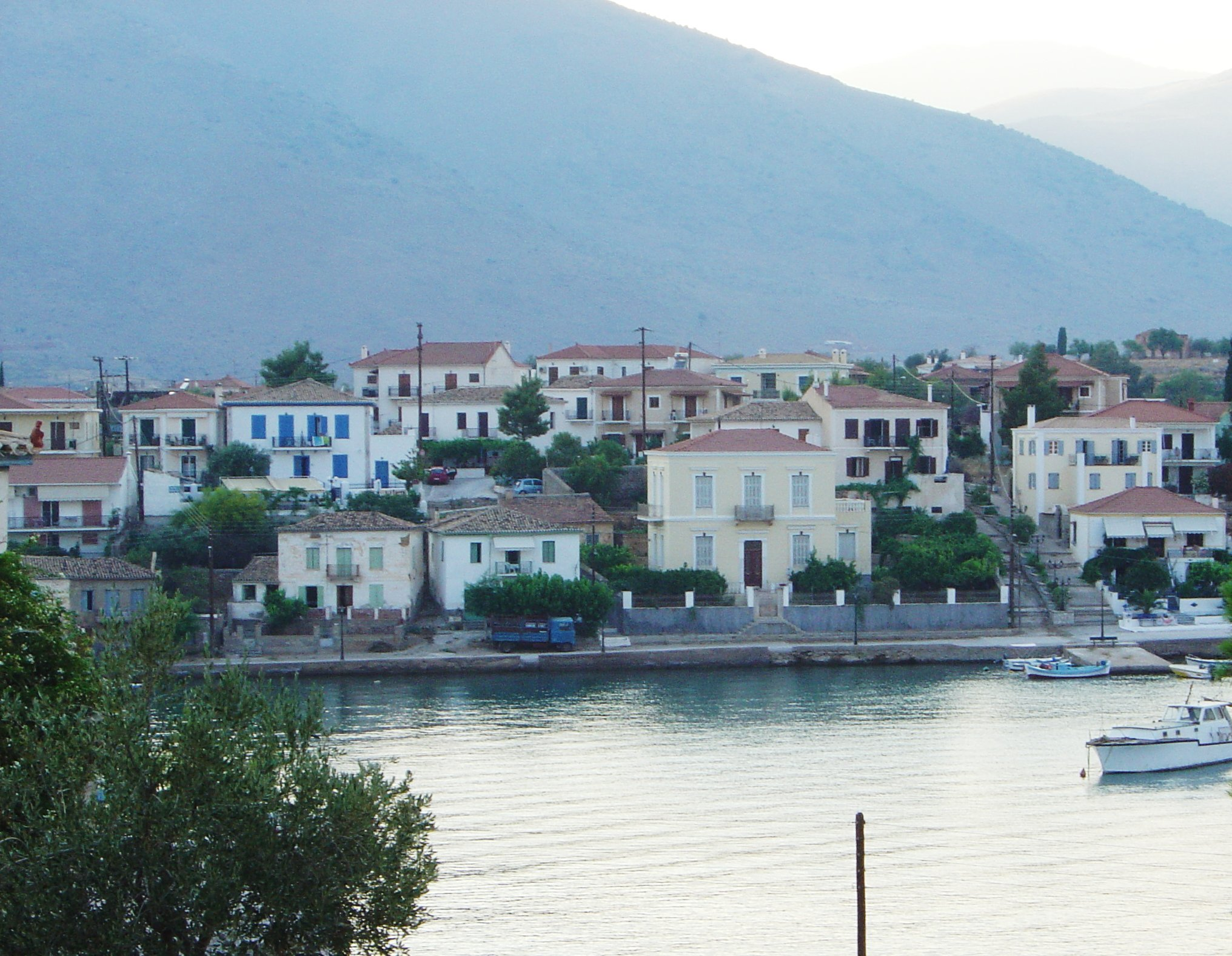
Гавань Галаксиди

После освобождения жители стали возвращаться в город. Началось восстановление города и флота. Константинос Метаксас, правительственный комиссар писал в своём докладе в 1830 году: «В Галаксиди живут 2815 душ… Почти все жители моряки… Жители владеют 34 кораблями первого класса (водоизмещением выше 60 тонн) и 73 второго класса (водоизмещением меньше 60 тонн)».
В течение трёх лет (1838—1840 гг.) на верфях города строились в среднем 21 корабль в год. Строительство кораблей в Галаксиди обходилось тогда примерно в половину от стоимости постройки на других европейских верфях. К 1858 году число кораблей, приписанных к греческим портам достигало 3920, с суммарным водоизмещением в 268 600 тонн, из них 2660 первой категории. К острову Сирос были приписаны 598 судов, водоизмещением в 94 745 тонн. Вторым портом приписки был Идра (504 кораблей), далее Спеце с 376 кораблями и Галаксиди с 263 кораблями, водоизмещением в 31 012 тонн.
Регионом судоходства галаксидиотов были Средиземное, Чёрное и Азовское моря, включая Дунай и реже — выход за Гибралтар до Англии. Община поощряла приток молодёжи на флот и с этой целью создала морское училище. В портах Ливорно, Одесса, Триест, Марсель, Ницца обосновались агентства галаксидиотов. К 1900 году число кораблей приписанных к порту Галаксиди превышало 300. Кризис флота Галаксиди в начале XX века связан, кроме широкого внедрения использования пара иностранными флотами, также с малыми размерами его кораблей, которые с этого момента стали проигрывать в конкуренции с иностранцами.
Парусники постройки Галаксиди ходили до 1930-х годов и постепенно сошли на нет. За упадком флота последовал и демографический упадок, поскольку галаксидиоты переселялись в Пирей, где стали концентрироваться судоходные компании.
Вторая мировая война не обошла Галаксиди. Оккупационные войска — в основном итальянские — обосновались в Галаксиди 15 мая 1941 года. С начала итало-греческой войны в октябре 1940 года и до конца оккупации в октябре 1944 года, город потерял убитыми 421 своих граждан.

## Образование
С воссозданием греческого государства галаксидиоты построили свою школу в 1830—1831 гг. Сегодня город располагает начальной школой, гимназией и лицеем. Особое внимание галаксидиоты придавали профессиональному морскому образованию. С этой целью в 1867 году было создано морское училище, одновременно с созданием подобных училищ на островах Идра, Спеце, Сирос и Кефалиния. В 1963 году был создан морской лицей. Созданная позже Высшая школа капитанов была объединена в 1990 году с аналогичной в городе Превезе.

## Благодетели и меценаты
Галаксиди многим обязан своим благодетелям и меценатам. Недвижимость в Пирее, которую в 1939 году завещал общине Н. Мамас, обеспечивает продолжение раскопок, премии учащейся молодёжи и дотации неимущим. Особняк семьи Цалагирас был передан общине в 1957 году и здесь располагалась ратуша и городская библиотека. В особняке семьи Ангелис, подаренном общине в 1955 году, находится фольклорный музей.

## Храм Святого Николая
Сегодняшний храм Святого Николая построен на месте древнего святилища Аполлона. Первый храм Св. Николая был построен в VII веке. В 1800 году галаксидиоты приступили к строительству большего храма. Оба храма пострадали при разрушении города в 1821 году. Сегодняшний храм был построен в 1900 году по проекту немецкого архитектора Хагер и греческого Константина Папапетроса. Храм построен в византийском стиле, трехсводный, с двумя колокольнями и куполом. Характерным образцом резьбы по дереву является иконостас в стиле барокко, исполненный на дереве лещины мастерами из Эпира в течение 10 лет (1840—1850).

## Монастырь Спасителя
Монастырь находится на холме высотой 300 метров к югу от Галаксиди. Его церковь являлась одной из первых в Греции, но была разрушена землетрясением в начале XIII века. После просьб жителей Галаксиди деспот Эпира Михаил II Комнин Дука построил новый храм около 1250 года. Храм с крестовым сводом и прямоугольной проекцией. Мужской монастырь был создан в 1750 году, но был разрушен землетрясением в 1756 году. В 1927 году несколько монахов поселились в монастыре, но покинули его через 5 лет. Сегодня в монастыре проживает одна единственная монахиня. Именно здесь, в крипте церкви Спасителя, греческий историк-византинист Константин Сатас, уроженец Галаксиди обнаружил важный исторический документ «Хроника Галаксиди», написанный иеромонахом Эфтимием в 1703 году.

## Часовня Св. Параскевы

Зодиакальный круг капитана Скуртиса

Часовня находится возле храма Св. Николая. Построена в 1848 году. Располагает солнечными часами, на которые свет падает через отверстие свода и в конкретное время высвечивает изображения зодиакального круга на полу церкви, исполненные со знанием астрономии капитаном Скуртисом.

## Морской и этнологический музей

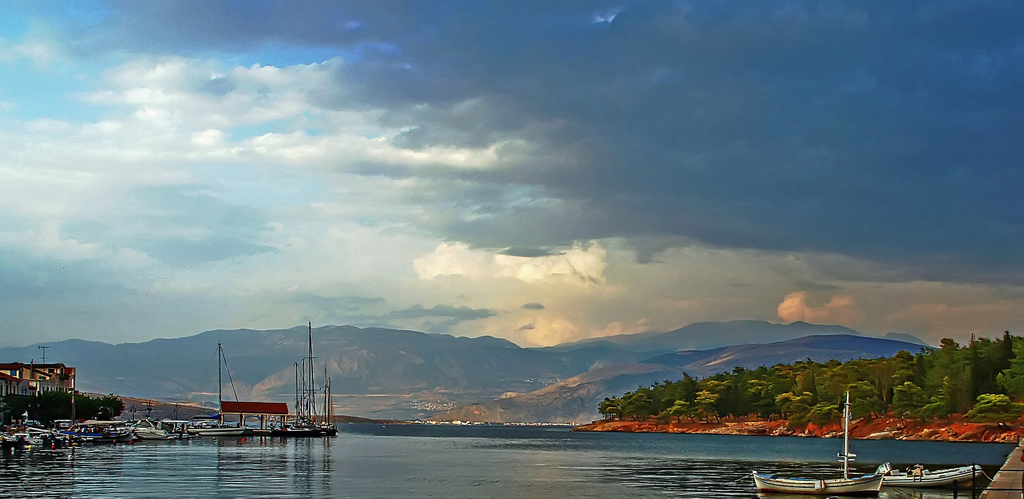
Гавань Галаксиди

Здание в котором располагается музей построено в 1870 году. Идея создания музея принадлежит врачу, а в дальнейшем димарху Э. Вламису, который в силу своей профессии убедился в том, что во всех домах города были картины былых кораблей Галаксиди и другие морские экспонаты. С 1932 года в музее расположилась морская картинная галерея.
В этом же году в музее расположились археологические находки региона, но многие из них были похищены в годы оккупации. Здесь же хранится и «Хроника Галаксиди» https://en.wikipedia.org/wiki/Chronicle_of_Galaxeidi.

## Особняки Галаксидиона
Большая часть города застроена особняками второй половины XIX века. Архитектура отмечена морской профессией владельцев, которые в силу своего космополитизма часто привозили из-за границы и материалы и мастеров. Потолки многих особняков (судовладельцев Кацулиса, Дедусиса, Цунаса и других) расписаны итальянскими мастерами.

## Масленица
Кульминацией недели масленицы в Галаксиди является Чистый понедельник, отмеченная традицией мучного боя. Жители собираются в порту и устраивают бои с мешками муки. Традиция восходит к византийской эпохе и связана с выходом кораблей после масленицы.

## Сообщество Галаксидион
В общинное сообщество Галаксидион входят острова Айос-Еорьос и Апсифия. Население 2011 жителей по переписи 2011 года. Площадь 47,906 квадратного километра.
| Населённый пункт     | Население (2011), человек |
| -------------------- | ------------------------- |
| Айос-Еорьос (остров) | 0                         |
| Апсифия (остров)     | 0                         |
| Галаксидион          | 2011                      |

## Население
| Год  | Население, человек |
| ---- | ------------------ |
| 1991 | 1267               |
| 2001 | 1678               |
| 2011 | ↗ 2011             |

## Известные уроженцы
- Дросос Вламис (греч. Δρόσος Βλάμης) (ум. 1821) — капитан, член Филики Этерия и участник обороны города, казнён в Константинополе.
- Константинос Сатас (1842—1914) — врач и историк, исследователь византинист, издатель византийских и новогреческих текстов.
- Эфтимиос Вламис (греч. Ευθύμιος Βλάμης, 1870—1937) — врач, мэр и инициатор создания Морской картинной галереи и музея Галаксиди.
- Эва Влами (греч. Εύα Βλάμη, 1920—1974) — писательница и поэт.
- Архиепископ Яков (греч. Ιάκωβος) (в миру Георгиос Ваванацос, Γεώργιος Βαβανάτσος, 1895—1984) — архиепископ Элладской православной церкви.
- Спирос Василиу (греч. Σπύρος Βασιλείου, 1902—1985) — художник, иконописец, гравер и писатель[26].